# 製造業グローバル出荷指数
製造業グローバル出荷指数（せいぞうぎょうグローバルしゅっかしすう）とは、「日本の製造業企業の海外展開度合いを測るため、海外現地法人の活動を表す「海外出荷指数」と日本国内の製造事業所の活動を表す「国内出荷指数」からなる指数で」ある。
日本国内の生産拠点からの出荷と、日本企業の海外現地法人の出荷とを数量単位で比較できるように作成されており、この指数の推移をみることにより、日系製造業のグローバルな活動の推移を見ることができる。
製造業グローバル出荷指数は、鉱工業出荷指数（国内拠点からの出荷）と、海外現地法人四半期調査の結果を用いて、2010年平均を100として、四半期ごとの比率として作成されている。
現在のところは、統計表というよりは、計算結果をグラフや表の形で表現したスライド資料が中心的な公表媒体となっている。